# Il cigno (film 2023)
Il cigno (The Swan) è un cortometraggio del 2023 scritto e diretto da Wes Anderson. È tratto dalla serie di racconti Un gioco da ragazzi e altre storie scritta da Roald Dahl.

## Trama
Due ragazzi, Ernie e Raymond, si avventurano in una riserva naturale protetta con un fucile appresso, facendo scempio di tutti gli uccelli che incontrano: quando incontrano Peter, un ragazzino gracile ma molto intelligente, lo torturano legandolo alle rotaie di un treno, facendogli trasportare un cigno morto, e infine attaccandogli le ali del cigno alle braccia con lo spago e sparandogli.

## Produzione
Nel settembre 2021 Netflix acquisì la Roald Dahl Story Company per 686 milioni di dollari e confermò la trasposizione cinematografica della raccolta nel gennaio 2022 con Wes Anderson confermato alla regia e alla sceneggiatura. Le riprese si svolsero principalmente a Londra. Il film era originariamente concepito come lungometraggio, ma nel giugno 2023 il regista confermò che si sarebbe trattato di una serie di brevi cortometraggi. Il cigno rappresenta il secondo dei quattro cortometraggi.

## Distribuzione
Il cortometraggio è stato distribuito su Netflix il 28 settembre 2023.
Il corto è stato ripubblicato il 15 marzo 2024 su Netflix come film antologico insieme ad altri tre cortometraggi (La meravigliosa storia di Henry Sugar, Il derattizzatore, Veleno), col titolo La meravigliosa storia di Henry Sugar e altre tre storie.